# Gigaquit
Gigaquit (Filipino: Bayan ng Gigaquit) ist eine philippinische Stadtgemeinde in der Provinz Surigao del Norte, Verwaltungsregion XIII, Caraga. Sie hat 20.864 Einwohner (Zensus 1. August 2015), die in 13 Barangays lebten. Sie wird als Gemeinde der vierten Einkommensklasse auf den Philippinen und als teilweise urbanisiert eingestuft.  
Gigaquit liegt an der Küste der Philippinensee, ca. 61 km südöstlich von Surigao City entfernt und ist über die Küstenstraße Surigao City - Tandag erreichbar. Ihre Nachbargemeinden sind Bacuag im Nordwesten, Claver im Osten und Alegria im Westen. 

## Baranggays
- Alambique (Pob.)
- Anibongan
- Cam-boayon
- Camam-onan
- Ipil (Pob.)
- Lahi
- Mahanub
- Poniente
- San Antonio (Bonot)
- San Isidro (Parang)
- Sico-sico
- Villaflor
- Villafranca

## Weblink
- Informationen der Philippine Statistics Authority über Gigaquit